# A Winter Garden - Five Songs for the Season
A Winter Garden è un EP comprendente cinque brani, realizzato nel 1995 dalla cantautrice canadese Loreena McKennitt. È composto da tre canzoni natalizie tradizionali e due composizioni originali della McKennitt, la quale ha musicato una lirica dell'800 scritta dal poeta canadese Archibald Lampman ("Snow") ed una lirica tradizionale inglese ("Seeds of Love").

## Origine dell'opera
Il brano "Coventry Carol" è stato registrato dal vivo durante il programma radiofonico statunitense Morning Becomes Eclectic, della stazione californiana KCRW-FM; tutti gli altri pezzi sono stati registrati nei famosi studi inglesi Real World Studios, di proprietà di Peter Gabriel.
La cantautrice scrive quanto segue nel libretto del CD:
Questa registrazione è il risultato di una collaborazione di qualche giorno, a luglio 1995, tra alcuni dei musicisti con cui lavoro abitualmente ed altri artisti ospiti. Lo scopo principale è stato quello di analizzare il potenziale presente nella nostra chimica musicale. Come veicolo, ho scelto alcune canzoni natalizie ed invernali poco note, insieme ad una lirica tradizionale inglese da me messa in musica nel 1982 ("Seeds of Love").
Questo periodo, vissuto nel clima molto rurale e confortevole dei Real World Studios nel Wiltshire, Inghilterra, è divenuto un delle esperienze di registrazione più piacevoli che io abbia mai avuto. La compagnia degli artisti e il loro talento musicale sono stati elementi magnifici e stimolanti, pertanto il mio ringraziamento speciale va a tutte le persone coinvolte.

## Ampliamento
Nell'ottobre 2008 è stato pubblicato A Midwinter Night's Dream, album che amplia A Winter Garden con altre 8 tracce, sempre ispirate alla stagione invernale. Contenendo anche i brani del 1995, il disco andrà a sostituire A Winter Garden, che non verrà più pubblicato dopo l'esaurimento delle copie.

## Tracce
1. Coventry Carol – 2:21
2. God Rest Ye Merry, Gentlemen – 6:49
3. Good King Wenceslas – 3:19
4. Snow – 5:04
5. Seeds of Love – 4:57

## Musicisti
- Loreena McKennitt: voce, arpa, tastiere
- Brian Hughes: chitarre, chitarra synth
- George Koller: basso
- Hugh Marsh: violino
- Donald Quan: tabla, viola, fisarmonica
- Caroline Lavelle: violoncello in "Seeds of love" e "God Rest Ye Merry, Gentlemen"
- Aidan Brennan: chitarra acustica in "Good King Wenceslas", "Seeds of Love" e "Snow"
- Dan Ar Braz: chitarra acustica in "Good King Wenceslas"
- Hossam Ramzy: percussioni
- Waiel Abo Baker Ali: violino in "God Rest Ye Merry, Gentlemen" e "Good King Wenceslas"
- Robert A. White: cornamuse[3]